# カイエ (アルバム)
『カイエ』（Cahier）は、1984年6月5日に発売された大貫妙子の通算8作目となるスタジオ・アルバム。同年に発売された同タイトルのオリジナル・ビデオのサウンドトラックにもなっている。

## 概要
タイトルの「カイエ」とは、フランス語で ″手帳″ や ″ノート″ を意味する。
NHK『おしゃべり人物伝』のテーマ・ソングにも使用された先行シングル曲「宇宙みつけた」を含む全9曲を収録。オリジナルアルバムとしては8作目となるRCA時代の最後の作品で、後述する同タイトルのオリジナル・ビデオのサウンドトラックにもなっている。レコーディングはアルバム『Cliché』同様、日本とフランス・パリで行われた。ジャケットに描かれているイラストは画家の手島加江の手によるもの。ジャケットの下部には発売日を表す「Bande Originale De "カイエ" Sortie Du 5 Juin 1984」の記載がある。
1984年盤、1986年盤、1995年盤のCDは初版のLPとは曲順が異なっており、1999年の再発盤CDで初めてLPと同じ曲順構成となった。
2006年の紙ジャケット盤以降に発売されたCDには、「宇宙みつけた」のB面曲でNHKみんなのうた「メトロポリタン美術館」がボーナス・トラックとして収録されている。2021年には、バーニー・グランドマンのリマスタリング音源によるSACD Hybrid盤がリリースされた。

## 収録曲

### LP
| 全作曲: 大貫妙子。 |                                              |                                |            |           |      |
| #                  | タイトル                                     | 作詞                           | 作曲・編曲 | 編曲      | 時間 |
| 1.                 | 「カイエ (I)」                               | -                              | 大貫妙子   | Jean Musy | 2:01 |
| 2.                 | 「Amour levant 〜若き日の望楼」              | Pierre Barouh / 訳詞: 潮田敦子 | 大貫妙子   | Jean Musy | 3:46 |
| 3.                 | 「輪舞」                                     | -                              | 大貫妙子   | 清水靖晃  | 3:02 |
| 4.                 | 「La courant de mécontentment (不満の暗流)」 | 大貫妙子                       | 大貫妙子   | 清水信之  | 4:17 |
| 5.                 | 「カイエ (II)」                              | -                              | 大貫妙子   | 坂本龍一  | 2:24 |

| 全作曲: 大貫妙子。 |                      |          |            |           |      |
| #                  | タイトル             | 作詞     | 作曲・編曲 | 編曲      | 時間 |
| 1.                 | 「宇宙みつけた」     | 大貫妙子 | 大貫妙子   | 坂本龍一  | 3:43 |
| 2.                 | 「ラ・ストラーダ」   | -        | 大貫妙子   | Jean Musy | 4:48 |
| 3.                 | 「雨の夜明け」       | -        | 大貫妙子   | Jean Musy | 4:18 |
| 4.                 | 「夏に恋する女たち」 | -        | 大貫妙子   | Jean Musy | 4:57 |

### CD (1984年盤・1986年盤・1995年盤)
| 全作曲: 大貫妙子。 |                                              |                                |            |           |      |
| #                  | タイトル                                     | 作詞                           | 作曲・編曲 | 編曲      | 時間 |
| 1.                 | 「カイエ (I)」                               | -                              | 大貫妙子   | Jean Musy | 2:01 |
| 2.                 | 「Amour levant 〜若き日の望楼」              | Pierre Barouh / 訳詞: 潮田敦子 | 大貫妙子   | Jean Musy | 3:46 |
| 3.                 | 「輪舞」                                     | -                              | 大貫妙子   | 清水靖晃  | 3:02 |
| 4.                 | 「La courant de mécontentment (不満の暗流)」 | 大貫妙子                       | 大貫妙子   | 清水信之  | 4:17 |
| 5.                 | 「ラ・ストラーダ」                           | -                              | 大貫妙子   | Jean Musy | 4:48 |
| 6.                 | 「雨の夜明け」                               | -                              | 大貫妙子   | Jean Musy | 4:18 |
| 7.                 | 「夏に恋する女たち」                         | -                              | 大貫妙子   | Jean Musy | 4:57 |
| 8.                 | 「カイエ (II)」                              | -                              | 大貫妙子   | 坂本龍一  | 2:24 |
| 9.                 | 「宇宙みつけた」                             | 大貫妙子                       | 大貫妙子   | 坂本龍一  | 3:43 |
| 合計時間:          | 合計時間:                                    | 合計時間:                      | 合計時間:  | 33:37     |      |

### CT・CD (1999年盤以降)
(CTは1〜5がFACE-1、6〜10がFACE-2と分けられている)
| 全作曲: 大貫妙子。 |                                              |                                |            |           |      |
| #                  | タイトル                                     | 作詞                           | 作曲・編曲 | 編曲      | 時間 |
| 1.                 | 「カイエ (I)」                               | -                              | 大貫妙子   | Jean Musy | 2:01 |
| 2.                 | 「Amour levant 〜若き日の望楼」              | Pierre Barouh / 訳詞: 潮田敦子 | 大貫妙子   | Jean Musy | 3:46 |
| 3.                 | 「輪舞」                                     | -                              | 大貫妙子   | 清水靖晃  | 3:02 |
| 4.                 | 「La courant de mécontentment (不満の暗流)」 | 大貫妙子                       | 大貫妙子   | 清水信之  | 4:17 |
| 5.                 | 「カイエ (II)」                              | -                              | 大貫妙子   | 坂本龍一  | 2:24 |

| #  | タイトル                              | 作詞     | 作曲・編曲 | 編曲      | 時間 |
| -- | ------------------------------------- | -------- | ---------- | --------- | ---- |
| 1. | 「宇宙みつけた」                      | 大貫妙子 |            | 坂本龍一  | 3:43 |
| 2. | 「ラ・ストラーダ」                    | -        |            | Jean Musy | 4:48 |
| 3. | 「雨の夜明け」                        | -        |            | Jean Musy | 4:18 |
| 4. | 「夏に恋する女たち」                  | -        |            | Jean Musy | 4:57 |
| 5. | 「メトロポリタン美術館」(Bonus Track) | 大貫妙子 |            | 清水信之  | 2:16 |

### 曲解説
1. カイエ (I)
  - アルバムのタイトル曲となるインストゥルメンタル・ナンバー。曲の冒頭部分は大貫のアカペラで構成される。コニカ（コニカミノルタ）複合機 ″U-bix″ CMソング及び、旭硝子（AGC）CMソングとしても使用された。
2. Amour levant 〜若き日の望楼
  - アルバム『ROMANTIQUE』収録曲「若き日の望楼」にフランス語詞をつけた楽曲。
3. 輪舞
  - サックス奏者の清水靖晃がアレンジを担当したインストゥルメンタル・ナンバー。
4. La courant de mécontentment (不満の暗流)
  - 本アルバムのために書き下ろされた新曲。
5. カイエ (II)
  - アルバム・タイトル曲の別ヴァージョン。
6. 宇宙みつけた
  - 先行シングルA面曲。NHKの番組『おしゃべり人物伝』テーマ・ソング。
7. ラ・ストラーダ
  - インストゥルメンタル・ナンバー。
8. 雨の夜明け
  - アルバム『ROMANTIQUE』収録曲のインストゥルメンタル・ヴァージョン。
9. 夏に恋する女たち
  - 10枚目のシングルA面曲のインストゥルメンタル・ヴァージョン。

## オリジナル・ビデオ
撮影は1984年4月に行われた。映像監督は関谷宗介が担当。ビデオの内容は、アルバム『カイエ』の収録曲を中心としたビデオクリップに、パリで撮影された風景などを織り交ぜ構成されたコンセプト映像作品。大貫と親交のあるピエール・バルーも登場する。大貫本人によるライナーノーツ、ロケ時の写真等が解説に掲載されている。当初はVHSが発売されたのみで、廃番となってからは長きに亘り幻の映像と言われていたが、2008年1月23日に漸く初DVD化され、2018年11月28日にはバーニー・グランドマンの手により、オリジナルマスターテープからHDリマスタリングされた音源と映像で再発売された。
帯コピー：パリの日常を映し出すモノクローム映像と大貫妙子の音楽の出会い。

### 収録内容
| #   | タイトル                                     | 作詞 | 作曲・編曲 |
| --- | -------------------------------------------- | ---- | ---------- |
| 1.  | 「カイエ (I)」                               |      |            |
| 2.  | 「夏に恋する女たち」                         |      |            |
| 3.  | 「Amour levant 〜若き日の望楼」              |      |            |
| 4.  | 「カイエ (I)」                               |      |            |
| 5.  | 「輪舞」                                     |      |            |
| 6.  | 「ラ・ストラーダ」                           |      |            |
| 7.  | 「幻惑」                                     |      |            |
| 8.  | 「黒のクレール」                             |      |            |
| 9.  | 「夏色の服」                                 |      |            |
| 10. | 「La courant de mecontentment (不満の暗流)」 |      |            |
| 11. | 「カイエ (II)」                              |      |            |

## シングル

### 概要
表題曲「宇宙みつけた」は、NHKの歴史番組『おしゃべり人物伝』のテーマソングとして使用された。B面曲「メトロポリタン美術館」はNHK「みんなのうた」のために書き下ろした曲で、1984年4月に初回が放送され、その後も定期的に再放送されている。

### 収録曲
| 全作詞・作曲: 大貫妙子。 |                          |          |            |          |      |
| #                        | タイトル                 | 作詞     | 作曲・編曲 | 編曲     | 時間 |
| A.                       | 「宇宙みつけた」         | 大貫妙子 | 大貫妙子   | 坂本龍一 | 3:42 |
| B.                       | 「メトロポリタン美術館」 | 大貫妙子 | 大貫妙子   | 清水信之 | 2:16 |

## 参加ミュージシャン
| カイエ (I) - Keyboards: Jean Musy - Guitar: Paul Slade - Bass: Bernard Paganotti - Drums: Pierre Alain Dahan - Percussion: Jean Paul Batailley - Concert Master: Noel Micleri Amour levant 〜若き日の望楼 - Keyboards: Jean Musy - Concert Master: Noel Micleri 輪舞 - Keyboards,Wood Winds: 清水靖晃 - Drums: 山木秀夫 La courant de mecontentment - All Instruments: 清水信之 - Tom Toms: 村上秀一 - Computer Programming: 遠山純 カイエ (II) - All Instruments: 坂本龍一 宇宙みつけた - Keyboards,Drums: 坂本龍一 - Acoustic Guitar & Solo: 大村憲司 - Electric Guitar: 今剛 - Background Vocals: EPO、大貫妙子 | ラ・ストラーダ - Keyboards: Jean Musy - Guitar: Paul Slade - Bass: Sauver Mallia - Drums: Pierre Alain Dahan - Percussion: Jean Paul Batailley - Concert Master: Noel Micleri 雨の夜明け - Keyboards: Jean Musy - Guitar: Paul Slade - Bass: Sauver Mallia - Drums: Pierre Alain Dahan - Percussion: Jean Paul Batailley - Concert Master: Noel Micleri 夏に恋する女たち - Keyboards: Jean Musy - Guitar: Paul Slade - Bass: Bernard Paganotti - Drums: Pierre Alain Dahan - Percussion: Jean Paul Batailley - Concert Master: Noel Micleri |

## 発売履歴
| 発売日         | レーベル       | 規格       | 規格品番   | 備考             |
| -------------- | -------------- | ---------- | ---------- | ---------------- |
| 1984年6月6日   | RVC/Dear Heart | LPレコード | RAL-8814   |                  |
| 1984年6月6日   | RVC/Dear Heart | カセット   | RAT-8814   |                  |
| 1984年7月21日  | RVC/Dear Heart | CD         | RACD-9     | 初CD化           |
| 1986年9月15日  | RVC/Dear Heart | CD         | R32A-1014  | 再発盤           |
| 1995年3月24日  | BMGビクター    | CD         | BVCR-8014  | Q盤 音パレード   |
| 1999年6月23日  | BMG JAPAN      | CD         | BVCK-38014 | RCA・CD名盤選書  |
| 2006年12月20日 | BMG JAPAN      | CD         | BVCK-37122 | 紙ジャケット仕様 |
| 2008年1月23日  | BMG JAPAN      | CD         | BVCK-18024 | 再発盤           |
| 2018年11月28日 | Sony Music     | LPレコード | MHJL-48    | 再発盤           |
| 2021年12月8日  | Sony Music     | CD         | MHCL-10153 | SACD Hybrid盤    |